# Окренг (Малопольське воєводство)
Окренг (пол. Okręg) — село в Польщі, у гміні Грембошув Домбровського повіту Малопольського воєводства.
Населення — 79 осіб (2011).
У 1975-1998 роках село належало до Тарновського воєводства.

## Демографія
Демографічна структура станом на 31 березня 2011 року:
|          | Загалом | Допрацездатний вік | Працездатний вік | Постпрацездатний вік |
| -------- | ------- | ------------------ | ---------------- | -------------------- |
| Чоловіки | 39      | 5                  | 28               | 6                    |
| Жінки    | 40      | 6                  | 22               | 12                   |
| Разом    | 79      | 11                 | 50               | 18                   |